# Челноков, Николай Иванович
Николай Иванович Челноков (1918—1985) — кандидат технических наук, доцент.
Заведующий вычислительным центром Московского энергетического института с 1958 по 1978 год. Награждён орденом Отечественной войны I и II степени, орденом Трудового Красного Знамени.

## Биография
Родился в Новороссийске в 1918 году. В 1922 году его семья переехала в Москву. Получив школьное образование, он поступает на физико-математический факультет Педагогического института. Учёбу совмещает с работой старшим пионервожатым в одной из московских школ. В 1937 году поступил в Киевское артиллерийское училище и в мае 1941 года стал его выпускником в звании лейтенанта.
С началом Великой Отечественной войны ушёл на фронт, был старшим лейтенантом. Получил ранение. В 1943 году поступил в Московский энергетический институт на факультет электровакуумной техники и специального приборостроения. Учась на 3 и 4 курсах, избирался секретарем парторганизации ЭВПФ, работал заместителем секретаря парткома института. Окончив МЭИ, начал заниматься педагогической работой. В 1953—1954 годах создал новый курс «Основы вычислительной техники», со временем превращённый в курс «Основы применения ЭВМ», который слушали студенты всех специальностей в МЭИ. Был одним из ученых, кто способствовал организации Вычислительного центра МЭИ в 1955 году. В 1962 году защитил кандидатскую диссертацию на кафедре вычислительной техники.
Руководил созданием АСУ МЭИ на базе ВЦ МЭИ в 1967 году. Николай Челноков руководил Вычислительным центром в МЭИ 23 года.
Среди его аспирантов был В. С. Зубов.
Умер в 1985 году.

## Признание
Награждён орденом Трудового Красного Знамени, орденами Отечественной войны I и II степени.